# Kameraadschapsbond der Nederlandsche Politie
De Kameraadschapsbond der Nederlandsche Politie heeft bestaan van 21 november 1942 tot 8 mei 1945; het was de nationaalsocialistische eenheidsorganisatie voor de Nederlandse politie en als zodanig de enige door het Reichskommissariat Niederlande erkende vereniging van Nederlandse politieambtenaren. Na de bevrijding werd de bond als de Centrale van Politieorganisaties (CPO) voortgezet.
De Kameraadschapsbond had tot doel:
- “te dienen en te behartigen de belangen van de leden en hun gezinsleden, op cultureel en sociaal gebied.”
- “te bevorderen de kameraadschap en het saamhorigheidsgevoel tussen allen, die tot de Nederlandse politie behoren.”
- “mede te werken aan de verheffing van de Nederlandse politie op vakkundig gebied.”

Het idee om de Bond op te richten was van de Duitse Hauptmann Schönfeld. De bond organiseerde reisjes, kameraadschapavonden en politie-voetbaldagen. Ook werd het tweewekelijkse bondsorgaan De Nederlandsche Politie uitgebracht.
De minister van Justitie besloot in 2010 dat de archieven over de Bond, jonger dan 75 jaar, slechts beperkt toegankelijk zouden zijn. De archieven zijn overgedragen aan het Nationaal Archief.